# 黃婉華
黃婉華（英語：Franchesca Wong Yuen Wah，1990年2月25日—），香港女演員、模特兒及戲劇導師，2019年畢業於香港演藝學院，2022年因在無綫電視劇集《金宵大廈2》飾演菲傭「Louisa」，且樣貌跟藝人李幸倪、鍾欣潼相似而受到關注；現為自由身藝人及戲劇導師。

## 簡歷
黃婉華於加拿大卡爾加里出生，三歲時隨家人回香港生活，七歲時因父母離婚，父親返加拿大發展而由母親獨自照顧長大；2002至2005年曾就讀聖保祿中學（中二），但期間操行、成績均不達標，故此2005至2008年往加拿大 Lord Beaverbrook High School 繼續升學。她在2012年畢業於卡爾加里大學，獲得市場學學士學位，2013年回流香港任職德勤教育集團市場部經理到2015年4月。不久她受保羅·柯艾略小說《牧羊少年奇幻之旅》所啟發，在母親鼓勵下選擇投考香港演藝學院，並於2019年6月底畢業於表演系，取得戲劇藝術學士（榮譽）學位；在校期間曾三度獲得匯豐香港獎學金與積家獎學金，亦獲頒「傑出演員獎 — 我自在江湖」、「學院獎 — 傑出學生獎」及「校長獎 — 學生優秀獎」等多項殊榮。
2017至2019年間，黃婉華又曾兼職多項藝術工作如香港中文大學配音員、心怡天地國際幼兒園暨幼稚園英語戲劇導師、第一太平戴維斯領袖工作坊導師等；2018年6月和7月起則分別擔任太古集團（香港）營運人才培訓導師、演藝進修學院英語戲劇導師。2020年3月，她應鄧偉傑邀請加入成為劇團同流的常駐演員（至2021年5月）；2022年4月因在無綫電視劇集《金宵大廈2》單元四《姐姐》中，飾演菲傭「Louisa」而受到關注 。

## 爭議

### 角色造型涉種族歧視
2022年4月，黃婉華於劇集《金宵大廈2》裡飾演菲傭「Louisa」一角受到注目，但為配合角色而塗黑皮膚、模仿菲律賓口音的英語及菲語的做法，遭海外傳媒如香港國際移民聯盟、法新社批評，指對經常被歧視的家傭群體不甚尊重，亦涉及棕臉扮裝（黑臉扮裝的一種，TVB扮裝史上第一人是江欣燕在《歡樂今宵》飾演菲籍傭工「Maria」），惹來種族主義及種族歧視爭議。迴響之大更使無綫電視於同年4月14日發出聲明公開致歉，表示黃婉華在《金宵大廈2》的相關做法純屬劇情需要，無意表達不尊重或歧視任何國籍。及後，無綫電視將劇中以《姐姐》單元為主線的第七及第八集內容自 myTV SUPER 下架，並表示會修正相關內容後才把相關集數重新上架。
4月20及21日，黃婉華與發放相關花絮片段的林景程先後各自在 Instagram 發文，就劇集及角色所引起的負面影響致歉，並表示自己無意不尊重和歧視任何族裔，日後也會注意言行舉止。

## 演出作品

### 電視劇
| 首播     | 劇名      | 角色                 |
| 無綫電視 |           |                      |
| 2022年   | 金宵大廈2 | Louisa／Lulu／Luella |

### 電影
| 首映   | 電影名                     | 角色       |
| 2017年 | 一念無明                   | 教 友      |
| 2020年 | Shut Off（微電影）         | Isabel     |
| 2021年 | HONG KONG 1942（獨立電影） | 阿 玲      |
| 2022年 | 正義迴廊                   | 法庭傳達員 |

### 舞台劇
| 首演                                  | 劇名                                                | 角色                         |
| 亞洲民眾戲劇節協會                    |                                                     |                              |
| 2017年6月15 - 18日                    | 《沙丘上的巴別塔：舞踏深水埗》                      | 舞 者                        |
| 中英劇團                              |                                                     |                              |
| 2018年3月2 - 4日                      | 《唐吉訶德》                                        | 囚 犯（大話精）              |
| 2018年3月2 - 4日                      | 《唐吉訶德》                                        | 阿當莎                       |
| 香港演藝學院                          |                                                     |                              |
| 2017年11月20 - 25日                   | 《Lysistrata》                                      | Viola                        |
| 2018年5月2 - 5日                      | 《誰怕蒼蠅王》                                      | Annie                        |
| 2018年11月28日 - 12月1日              | 《加數機》                                          | 三太太                       |
| 2018年11月28日 - 12月1日              | 《加數機》                                          | Judy                         |
| 2018年11月28日 - 12月1日              | 《加數機》                                          | 小 孩                        |
| 2018年11月28日 - 12月1日              | 《加數機》                                          | 白兔先生                     |
| 2019年5月6 - 11日                     | 《我自在江湖》                                      | 沈 欣                        |
| 香港戲劇創作室                        |                                                     |                              |
| 2020年1月10 - 12日                    | 《迷鳥》                                            | 形 體                        |
| 尋問者                                |                                                     |                              |
| 2020年8月28 - 30日                    | 《重光調景嶺》                                      | 遺 民                        |
| 同流                                  |                                                     |                              |
| 2020年6月6 - 20日                     | 《生生》                                            | 女 性                        |
| 2020年11月14 - 23日                   | 《每一件美好的事》                                  | 女 孩                        |
| 2021年5月7 - 16日                     | 《每一件美好的事》                                  | 女 孩                        |
| 2021年5月27 - 30日                    | 「同讀」－《奠酒人》                                | 皮拉得斯                     |
| 2021年5月27 - 30日                    | 「同讀」－《奠酒人》                                | 守門人                       |
| 2021年5月27 - 30日                    | 「同讀」－《奠酒人》                                | 阿吉士弗斯                   |
| 告士打道戲劇一號                      |                                                     |                              |
| 2019年1月15、16日                     | 《中國盒子》                                        | 董培瑜                       |
| 2021年7月15 - 24日                    | 《浮想聯編》                                        | 蘭（《法式音樂會》 ）        |
| iStage                                |                                                     |                              |
| 2017年3月16 - 19日                    | 《D之殺人事件》                                     | 角村村民                     |
| 2022年9月23 - 10月2日                 | 《淘汰遊戲玩謝你》                                  | Judy                         |
| 艾菲斯劇團                            |                                                     |                              |
| 2022年12月24 - 27日                   | 《班馬》                                            | 動物保護主義者               |
| 誼樂社                                |                                                     |                              |
| 2022年11月5日                         | 《馬可孛羅樂器遊嘉年華》                            | 僕 人                        |
| 2023年4月16日                         | 《馬可孛羅樂器遊嘉年華》                            | 僕 人                        |
| 香港戲劇協會                          |                                                     |                              |
| 2023年7月28 - 30日                    | 《我們所不知道的生活成本》                          | Jess                         |
| AHC The Algorithmic Theatre (Denmark) |                                                     |                              |
| 2024年4月13 - 28日                    | 大館表演藝術季2024：SPOTLIGHT: 《Labyss記憶提存易》 | 記憶提存公司職員 Kristina B. |
| Théâtre 13                            |                                                     |                              |
| 2023年11月14 - 17日(巴黎演出)         | 法國五月藝術節: 《祈福 Good Fortune》               | Karen                        |
| 2024年5月10 - 11日 (香港演出)         | 法國五月藝術節: 《祈福 Good Fortune》               | Karen                        |
| 風車草劇團                            |                                                     |                              |
| 2024年11月28-12月8日                  | 《餐廳》                                            | Fran                         |
| 誇啦啦藝術集滙                        |                                                     |                              |
| 2024年3月9、16日                      | 《鬥智》                                            | 周 瑜                        |
| 2025年3月8、15日                      | 《探卧龍》                                          | 劉 備                        |

### 廣告
| 年份   | 內容                                                                                     |
| 2020年 | Salon NOVA hair nail「Nova Hair - 日本嶄新技術假髮」【平面】                             |
| 2020年 | 英國保誠（馬來西亞）「PRUVenture 計劃 - Unleash your potential with PRUVenture today！」 |
| 2020年 | Mind HK「WMHD 2020：#BehindTheMask #口罩日常」                                           |
| 2020年 | 虎標萬金油（香港）「職場求生法 - 不要得罪老臣子」                                        |
| 2020年 | 德事商務中心「Welcome Back To The Office - Story of Patricia」                           |
| 2021年 | THINKTHING Studio Limited「MagSafer 2.0」                                                |
| 2022年 | 奇華餅家「嫁喜禮餅 - 婚享喜悅」                                                          |
| 2023年 | Gwen Miller「多功能修護軟膏- 居家旅行戶外運動必備」                                      |
| 2023年 | 馬百良藥廠「馬百良破壁靈芝孢子」                                                         |
| 2024年 | Nutrition Kitchen 「Happiness in a box」【平面】                                         |

### 主持
| 首播     | 節目                         |
| 香港電台 |                              |
| 2025年   | Vibrant Hong Kong (英語節目) |

## 曾獲獎項與提名
| 年份   | 頒獎典禮           | 獎項       | 角色 / 作品                 | 結果 |
| 2021年 | 第13屆香港小劇場獎 | 優秀女演員 | 女孩 同流《每一件美好的事》 | 提名 |

## 外部連結
- 黃婉華的Facebook專頁
- 黃婉華的Instagram帳戶
- Franchesca Wong - LinkedIn
- 黃婉華 - HKAPA EXCEL （页面存档备份，存于）
- 黃婉華 - art-mate.net